# ميتشيل لوبيز
ميتشيل لوبيز (بالإنجليزية: Mitchell Lopez)‏ (17 يوليو 1993 في الولايات المتحدة - ) هو لاعب كرة قدم أمريكي في مركز الوسط. لعب مع Bollklubben-46 ‏ وEkerö IK ‏ وFort Lauderdale Strikers (2006–2016) ‏.

## وصلات خارجية
- ميتشيل لوبيز على موقع قاعدة بيانات كرة القدم.إي يو (الإنجليزية)
- ميتشيل لوبيز على موقع Soccerway.com (الإنجليزية)